# Brachiopoda
Brachiopoda (do latim brachion, braço + podos, pé) é um filo do reino Animalia constituído por animais solitários, exclusivamente marinhos e bentônicos. Apresentam corpo mole incluso numa carapaça composta por duas valvas, à semelhança dos moluscos bivalves, no entanto os dois grupos são bastante distintos. A concha, de natureza fosfatada ou carbonatada, pode apresentar ornamentações diversas. O grupo é representado por cerca de 4.500 gêneros, dos quais apenas 120 são viventes. A maioria dos gêneros extintos são do Paleozoico.

## Características gerais
A maioria dos braquiópodes atuais tem dimensões pequenas, entre 5 milímetros a 8 centímetros de largura, mas algumas formas fósseis atingiram 30 centímetros. 
A concha dos braquiópodes é composta por duas valvas, designadas de peduncular (ou dorsal) e braquial (ou ventral). A ligação entre as valvas pode ser feita apenas por musculatura, nos braquiópodes inarticulados, ou através de uma charneira localizada no deltídio, no caso dos braquiópodes articulados. A linha que une as duas valvas chama-se comissura. 
A valva peduncular apresenta uma abertura semi-circular, o forámen, de onde sai um pedúnculo que fixa o animal ao substrato. A valva braquial está associada ao lofóforo, uma estrutura característica do filo, usada na alimentação por filtração. Ambas as valvas podem apresentar linhas de crescimento e ornamentação. As duas valvas se abrem para alimentação e se fecham para proteção.

## Anatomia Externa
Cada uma das duas valvas é bilateralmente simétrica e geralmente convexa, a concha dorsal menor encaixa-se sobre a concha ventral maior, cujo vértice, em alguns grupos, contém um orifício semelhante ao de uma lâmpada romana, por isso o nome "concha-lâmpada". Nas espécies escavadoras, as valvas são achatadas e mais equivalentes em tamanho. 
As valvas podem ser ornamentadas com linhas de crescimento concêntricas e ter uma superfície perfurada, cristada ou até com espinhos. A maioria das conchas dos braquiópodos vivos são amarelas ou cinzentas opacas, mas algumas espécies têm conchas vermelhas ou alaranjadas.
As duas valvas articulam-se mutuamente ao longa da linha de contato posterior, chamada de linha da dobradiça, e a natureza da articulação é a base para a divisão do filo em duas classes: Inarticulata e Articulata. Nos inarticulados (como Lingula e Glottidia), as duas valvas são mantidas juntas somente por meio de músculos. A abertura das valvas ocorre por meio de uma retração do corpo mole, que produz uma pressão para fora através do fluido celômico nas valvas dorsal e ventral. Nos articulados, a valva central possui um par de dentes em dobradiça que se adaptam em encaixes opostos no lado inferior da linha de dobradiça da valva dorsal.

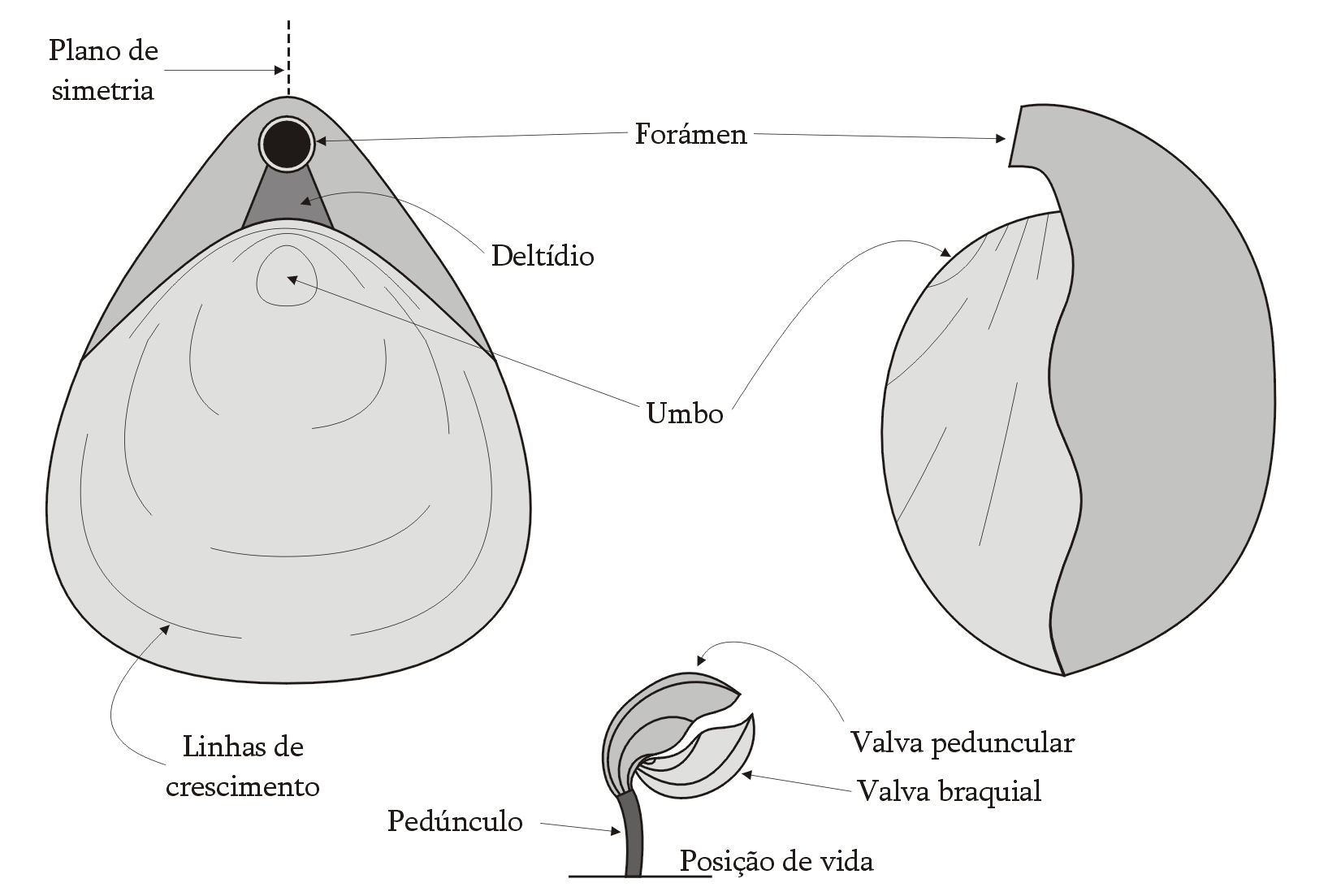
Morfologia das valvas dos braquiópodes

A concha é secretada pelos lobos dorsal e ventral subjacentes do manto ventral. A concha dos inarticulados é geralmente composta de uma mistura de fosfato de cálcio e quitina (quitinofosfato), e a concha dos articulados é composta de carbonato de cálcio na forma de calcita. Embora a concha de quitinofosfato parecer ser a mais primitiva, devido as conchas do Cambriano apresentarem a mesmo estrutura, ambos os grupos encontram-se presentes desde o início do registro fóssil.
A maioria dos braquípodos prende-se ao substrato por meio de uma extensão cilíndrica chamada de pedúnculo. O pedúnculo dos inarticulados é longo, preenchido por fluido e provido de músculos, ele emerge na parte posterior do animal entre as duas valvas. O pedúnculo de um braquiópodo articulado pode consistir de músculos pequenos ou não ter músculos, ou pode ser um cordão muscular flexível.

## Ecologia

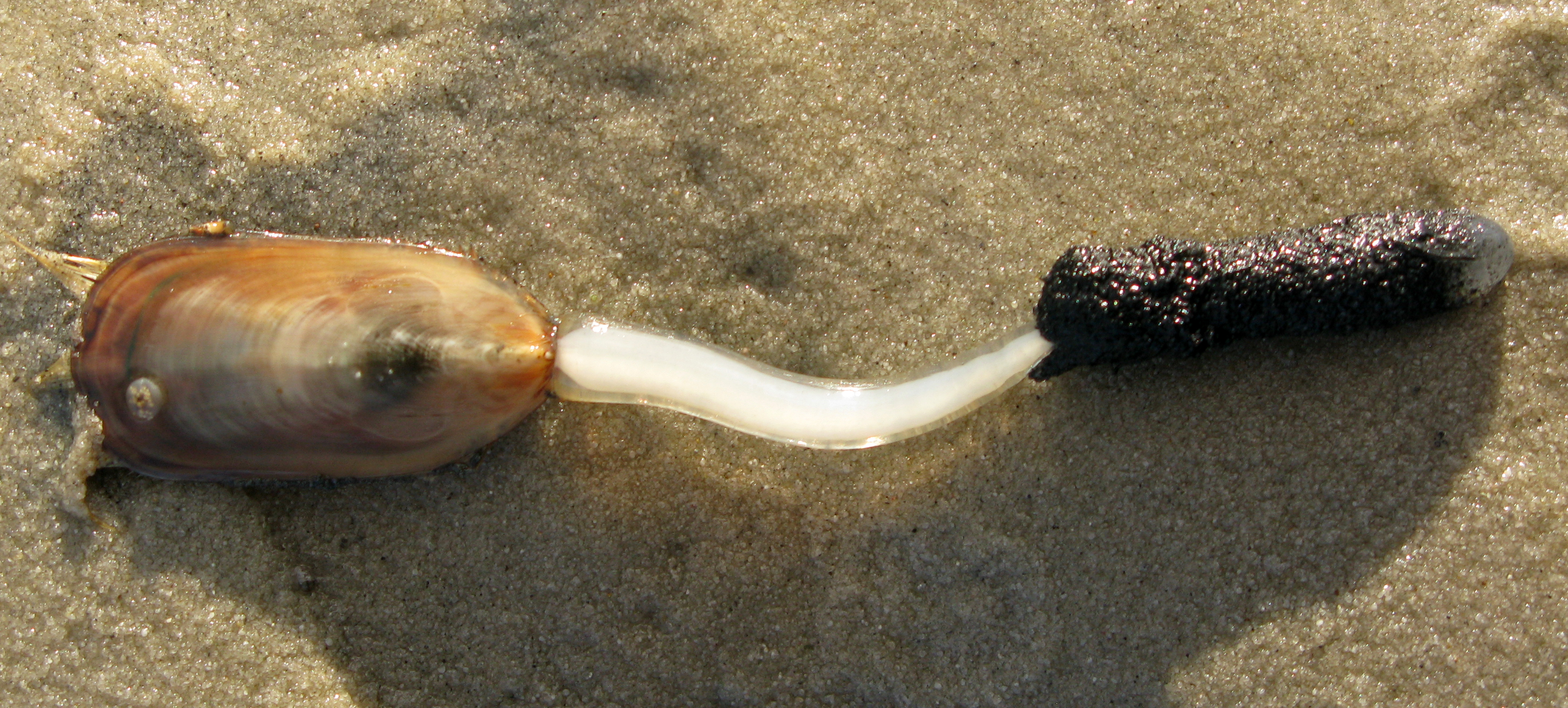
Lingula anatina (Stradbroke Island, Austrália).

Os braquiópodes são animais marinhos, bentônicos e sésseis, isto é, que vivem fixos ao fundo do mar. A fixação pode ser feita através do pedúnculo ou por cimentação direta. Algumas espécies, entre elas a Lingula, vive enterrada em substratos arenosos e móveis.
São animais filtradores, que recolhem as partículas nutritivas da água através do lofóforo, estrutura característica do filo.
Os braquiópodes atuais estão limitados a águas frias, no fundo dos oceanos ou perto dos polos, embora as espécies fósseis fossem largamente distribuídas e abundantes nos recifes, ocupando outros nichos ecológicos.

## Alimentação
Os braquiópodos se alimentam através de abertura valvar criada pelo lofóforo, permitindo a entrada e saída de água. O lofóforo, como nos foronídeos e briozoários, é uma estrutura de suspensivoria, e possui um anel de tentáculos ocos ao redor da boca; porém, nos braquiópodes, o órgão é produzido como um par de braços que abrigam tentáculos ciliados, que se estendem anteriormente para dentro da cavidade do manto. Cada braço porta uma fileira de tentáculos flanqueada por um sulco braquial em sua base e é sustentado por um eixo cartilaginoso e por um canal preenchido por fluido dentro de cada bráquio. 

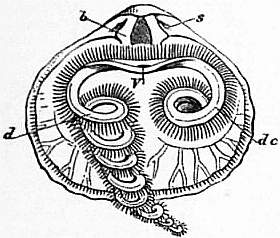
Rhynchonella (Hemithyris) psittacea

Durante o período de alimentação, ocorre a abertura das valvas, para que haja a passagem de água pela cavidade do manto, onde a estrutura estará exposta, fazendo correntes de água geradas pelos cílios do lofóforo, que irão direcionar as partículas suspensas na água à boca do animal. No circuito realizado pelo lofóforo, a água é empurrada entre os tentáculos pelos cílios tentaculares laterais. As partículas passam por uma triagem pelos cílios laterais de dois filamentos adjacentes e depois são transportadas para baixo dos tentáculos até o sulco braquial da mesma maneiro que nos briozoários. O sulco braquial conduz o alimento à boca e as partículas rejeitadas são transportadas na corrente mediana de fluxo para fora.
O formato do lofóforo varia significativamente entre as espécies, de uma estrutura simples circular até um lofóforo extremamente enrolado e desenvolvido. Esses tentáculos, nos caso do subfilo dos rinconeliforme, podem possuir uma sustentação esquelética, em sua maioria calcária; já os demais integrantes, linguliformes e craniformes, não possuem essa característica.

## Reprodução e ciclo de vida
A reprodução do grupo é sexuada, e a maioria das espécies do filo são gonocorísticas, com os indivíduos sendo separados em macho e fêmea. 
As gônadas são as responsáveis no desenvolvimentos dos gametas (óvulos e espermatozoides); a maioria das espécies possuem quatro gônadas, duas em cada valva. Nos articulados estão localizados nos canais dos lobos do manto, enquanto nos inarticulados se encontram perto do intestino. Os gametas maduros flutuam no celoma principal e depois saem para dentro da cavidade através do nefrídio, que se abre em cada lado da boca. A maioria das espécies liberam tanto óvulos quanto espermas na água, porém fêmeas de algumas espécies mantêm os embriões em câmaras até a fase larval. 
O desenvolvimento dos braquiópodes é descrito como completamente indireto ou misto. A divisão celular do embrião é radial e holobástica (células separadas, embora adjacentes). Enquanto alguns animais desenvolvem a boca e ânus através do blastóporo, o blastóporo dos braquiópodos fecha-se e a sua boca e ânus se desenvolvem a partir de novas aberturas.
As larvas dos braquiópodes sofrem variação morfológica entre as espécies, mas todos passam pelo estágio de livre-natante ciliada, e são lecitotróficas, utilizando suas reservas de vitelo, ao invés de buscarem alimento no meio externo.
As larvas dos inarticulados nadam como plâncton durante meses e são semelhantes aos adultos, porém com o tamanho reduzido. Possuem valvas, lóbulos de manto, um pedículo em aspiral na cavidade do manto, e um pequeno lofóforo, que é usado tanto para alimentação quanto para natação. Como a casca torna-se mais pesada, os jovens são levados para o fundo, onde no futuro se tornará um adulto séssil. Esse tipo de larva possui um lóbulo ciliado que se tornará o corpo e o lofóforo, um lóbulo traseiro que se torna o pedículo, e um manto, como uma saia, em direção à parte traseira. Na metamorfose no adulto, o pedículo se atribui à superfície, do lóbulo frontal se desenvolvem o lofóforo e outros órgãos. O manto rola por cima do lobo frontal e começa a secretar a concha. O consumo de oxigênio de braquiópodos é baixa e em mares muito frios, o crescimento de braquiópodos é sazonal e os animais muitas vezes perdem peso no inverno. Estas variações no crescimento originam as linhas de crescimento nas conchas.
A expectativa de vida dos braquiópodos varia entre 3 a 30 anos. 

## Circulação e Respiração
O lofóforo e o manto são as únicas superfícies que absorvem o oxigênio e eliminam o dióxido de carbono. O oxigênio é distribuído pelo fluido do celoma, que circula através do manto e é levado através de contrações ou pelo batimento dos cílios. Em algumas espécies o oxigênio é também transportado pelo pigmento respiratório "hemerythrin", que é transportado em células celomáticas. 
Os braquiópodos apresentam o sangue incolor, impulsionado por um coração musculoso situado na parte dorsal do corpo, a cima do estômago. O sangue passa através de vasos que se estendem por todo o corpo e se ramifica nos órgãos, incluindo o lofóforo, os músculos, gônadas e nefrídio. A circulação é aberta, devido parte dos fluidos celômicos e o sangue se misturarem. 

## Sistema Nervoso
O "cérebro" de um adulto articulado consiste em dois gânglios, um a cima e outro abaixo do esôfago. Os inarticulados adultos apresentam apenas o gânglio inferior. A partir dos gânglios, os nervos passam para o lofóforo, os lobos do manto e os músculos que operam as valvas. A borda do manto possui a maior concentração de sensores nervosos. Apesar de não ser diretamente ligado aos neurônios sensoriais, as cerdas do manto enviam sinais para os receptores na epiderme do manto. Muitos braquiópodos fecham suas valvas se alguma sombra aparecer a cima deles, mas as células responsáveis por isso são desconhecidas. Alguns braquiópodos tem estatocistos, que detectam mudanças no posicionamento de animais.

## História geológica

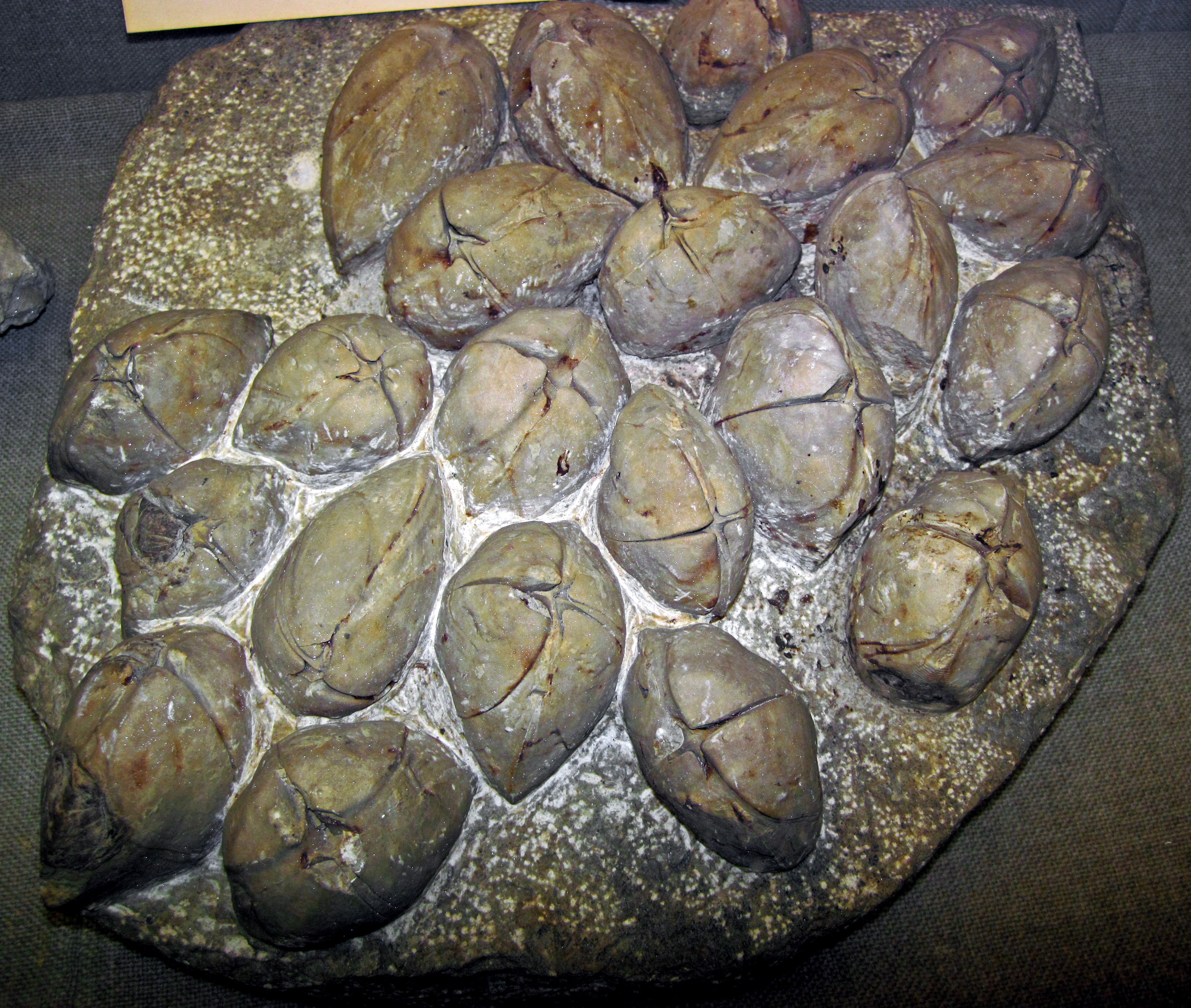
Fóssil Brachiopoda do Siluriano

Os primeiros braquiópodes a surgir foram as formas inarticuladas de concha quitino-fosfatada que apareceram no final do Pré-Câmbrico. Os braquiópodes articulados surgiram no Câmbrico e tornaram-se bastante diversos e abundantes. O pico de biodiversidade do grupo foi no Siluriano médio com a coexistência de 16 das 26 ordens descritas; por comparação, actualmente subsistem apenas cinco ordens de braquiópodes. A abundância, distribuição e diversidade do grupo no Paleozoico médio confere ao grupo enorme importância estratigráfica enquanto fósseis de idade.
Os braquiópodes foram particularmente afectados na extinção permo-triássica, que vitimou cerca de 90% das formas de vida existentes no fim do Paleozoico, tendo apenas sete ordens sobreviveram a esta extinção em massa e duas delas extinguiram-se no Jurássico. Os desaparecimentos permitiram ao grupo dos bivalves invadir os nichos ecológicos previamente ocupados pelos braquiópodes, e mudou para sempre o equilíbrio entre os dois grupos. A partir do Mesozoico e até aos dias de hoje, os bivalves foram claramente dominantes sobre os braquiópodes, que passaram a estar confinados a ambientes extremos.
O género mais antigo que se conhece sem alterações evolucionárias é um braquiópode. A Lingula é um género de braquiópodes inarticulados de concha fosfatada que surgiu no Câmbrico e subsiste até aos dias de hoje.

## Classificação
| Taxonomia dos Brachiopoda Taxa extantes a verde, taxa extintos a cinzento segundo Williams, Carlson, and Brunton, 2000 |                |                  |             |
| Subfilo | Classes        | Ordens           | Extintas    |
| Linguiliformea | Lingulata      | Linguilida       | não         |
| Linguiliformea | Lingulata      | Siphonotretida   | Ordovício   |
| Linguiliformea | Lingulata      | Acrotretida      | Devónico    |
| Linguiliformea | Paterinata     | Paterinida       | Ordovício   |
| Craniformea | Craniforma     | Craniida         | não         |
| Craniformea | Craniforma     | Craniopsida      | Carbonífero |
| Craniformea | Craniforma     | Trimerellida     | Silúrico    |
| Rhychonelliformea | Chileata       | Chileida         | Câmbrico    |
| Rhychonelliformea | Chileata       | Dictyonellidina  | Pérmico     |
| Rhychonelliformea | Obolellata     | Obolellida       | Câmbrico    |
| Rhychonelliformea | Kutorginata    | Kutorginida      | Câmbrico    |
| Rhychonelliformea | Strophomenata  | Orthotetidina    | Permian     |
| Rhychonelliformea | Strophomenata  | Triplesiidina    | Silúrico    |
| Rhychonelliformea | Strophomenata  | Billingselloidea | Ordovício   |
| Rhychonelliformea | Strophomenata  | Clitambonitidina | Ordovício   |
| Rhychonelliformea | Strophomenata  | Strophomenida    | Carbonífero |
| Rhychonelliformea | Strophomenata  | Productida       | Pérmico     |
| Rhychonelliformea | Rhynchonellata | Protorthida      | Câmbrico    |
| Rhychonelliformea | Rhynchonellata | Orthida          | Carbonífero |
| Rhychonelliformea | Rhynchonellata | Pentamerida      | Devónico    |
| Rhychonelliformea | Rhynchonellata | Rhynchonellida   | não         |
| Rhychonelliformea | Rhynchonellata | Atrypida         | Devónico    |
| Rhychonelliformea | Rhynchonellata | Spiriferida      | Jurássico   |
| Rhychonelliformea | Rhynchonellata | Thecideida       | não         |
| Rhychonelliformea | Rhynchonellata | Athyridida       | Cretáceo    |
| Rhychonelliformea | Rhynchonellata | Terebratulida    | não         |